# 충청남도청 소관 공직유관단체 목록
충청남도 소관 공직유관단체 목록은 충청남도청의 공직유관단체에 대해 기술한다.

## 목록

### 체육회
- 충청남도체육회
- 충청남도장애인체육회

### 의료원
- 충청남도공주의료원
- 충청남도서산의료원
- 충청남도천안의료원
- 충청남도홍성의료원

### 공사·출자기업
- 충청남도개발공사
- 당진항만관광공사

### 재단법인
- 충남테크노파크
- 충남신용보증재단
- 충청남도인재육성재단
- 충남연구원
- 충청남도경제진흥원
- 충남문화산업진흥원
- 충청남도청소년진흥원
- 충청남도여성정책개발원
- 백제문화제추진위원회
- 충남문화재단
- 금산국제인삼약초연구소
- 보령시시설관리공단
- 아산시시설관리공단
- 부여군시설관리공단
- 천안시복지재단
- 천안문화재단
- 천안시축구단
- 서산시복지재단
- 예산군청소년복지재단
- 계룡군문화발전재단
- 아산문화재단
- 충청남도평생교육진흥원
- 충청남도역사문화연구원

### 연수원
- 충청남도교통연수원